# اکس‌سل لندن

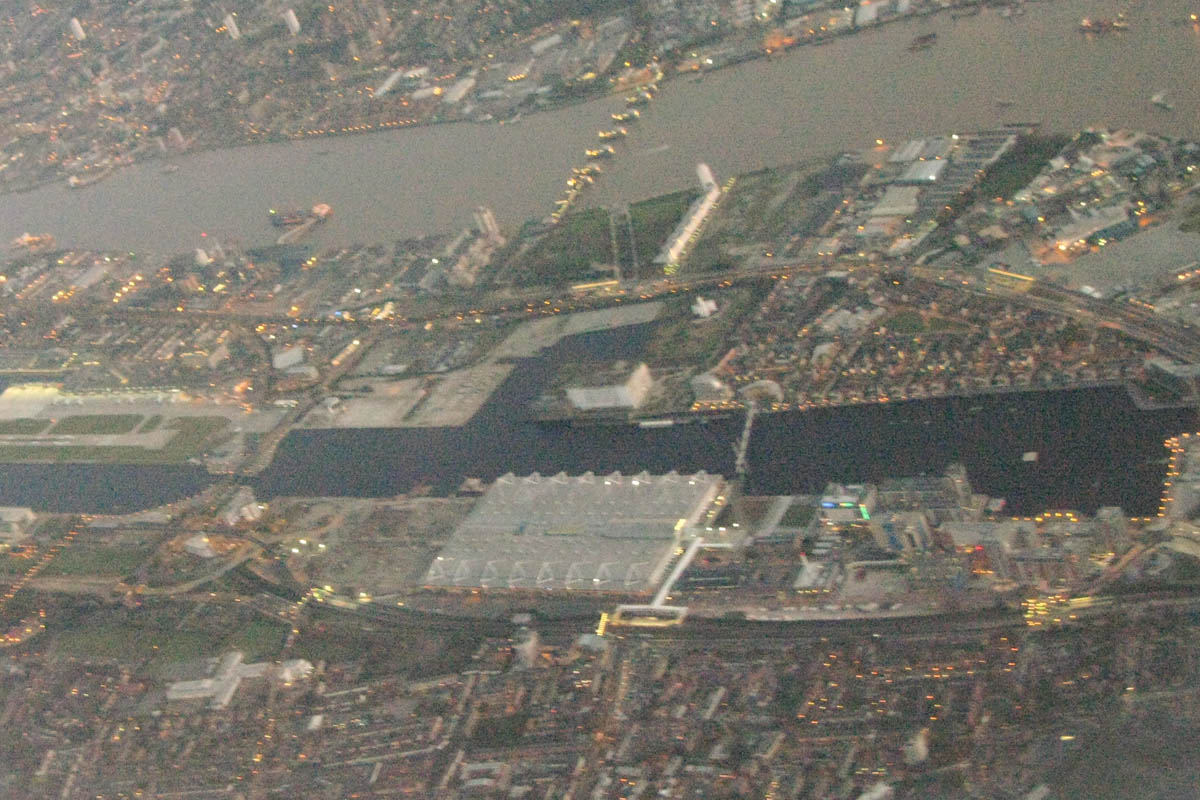

اکس‌سل لندن (به انگلیسی: ExCeL London) یک مجموعه چند منظوره در شهر لندن است.
این مجموعه که در سال ۲۰۰۰ با فضایی معادل ۱۰۰٬۰۰۰ متر مربع ساخته شده میزبان رویدادها و نمایشگاه مهمی از جمله اجلاس ۲۰۰۹ لندن بوده است.
بخش قابل توجهی از بازی‌های المپیک تابستانی ۲۰۱۲ براساس برنامه‌ریزی موجود در این مجموعه برگزار می‌شود. مسابقات مشت‌زنی، شمشیربازی، جودو، تکواندو، تنیس روی میز، وزنه‌برداری و کشتی در سالن‌های ورزشی این مجموعه انجام می‌شود و همین‌طور مراسم دوشیزه دنیا ۲۰۱۴ در این سالن برگزار شد.